# Adéla z Pfalzelu
Adéla z Pfalzelu (660? - 24. prosince 734 Trevír) byla franská řeholnice, zakladatelka a první abatyše kláštera Pfalzel nedaleko Trevíru. Katolickou církví byla svatořečena, její svátek se slaví 24. prosince.

## Závěť
Její život je známý především podle závěti, sepsané ve dvanáctém roce vlády krále Theudericha. Byla matkou Albericha, sestrou Regnitrudy, spoludědičkou Plektrudy a vlastnila nemovitost v Bedelingis. V závěti se také uvádí, že pozemek, na kterém nechala klášter postavit, získala od Pipina II. Prostředního výměnou za jiný pozemek. 
Historici mají problém v identifikaci krále Theudericha, kterým může být Theuderich III. (673-691) či Theuderich IV. (721-737). Klasická teze se přiklání k Theuderichu IV., kterým by se závěť datovala do roku 733 nebo 734, ale v této otázce stále nepanuje definitivní konsensus.
Její syn Alberich je také popisován jako syn Odona a bratr Gerlindy, která v roce 699 vlastnila vinici v Klottenu. V roce 715 vlastnil majetek na stejném místě v Klottenu i vévoda Arnulf, vnuk Pipina II. Prostředního a Plektrudy, což naznačuje, že se mohlo jednat o Alberichova bratrance. Plektruda označená jako spoludědička, byla manželkou Pipina II. Prostředního a je známá jako dcera Hugoberta, senešala Chlodvíka III. I když mezi historiky stále panuje určitá nejistota ohledně identity Hugobertovy manželky, považují za ni Irminu z Oerenu, abatyši a zakladatelku opatství Echternachu.

## Legenda
Během 11. století se objevila legenda, která z Adély činí dceru krále Dagoberta I. a sestru Irminy z Oerenu. To by bylo chronologicky možné za předpokladu, že závěť byla sepsána za vlády krále Theudericha III. S touto tezí se však dnes již prakticky nepočítá.